# 皮埃尔·沙朗
皮埃尔·沙朗（法語：Pierre Charron，1541年—1603年11月16日），法国罗马天主教神学家、17世纪新思想的主要贡献者，以其有争议的怀疑态度和将伦理学与宗教分离作为一门独立的哲学学科而知名。受雇于法国王后玛格丽特，与散文集蒙田关系密切。